# Боярщино
Боярщино — деревня в Опочецком районе Псковской области России. Входит в состав Глубоковской волости.
Расположена у юго-западного прибрежья озера Чёрное, в 20 км к югу от города Опочка.
Численность населения по состоянию на 2000 год составляла 22 человека, на 2012 год — 10 человек.
До 2005 года деревня входила в состав ныне упразднённой Краснооктябрьской волости с центром в д. Балахи.